# カプサロン
カプサロン (オランダ語: Kapsalon、オランダ語発音: [ˈkɑpsɐlɔn]) は、2003年にオランダのロッテルダムで作成されたファーストフードである。
この料理は使い捨ての金属製のテイクアウトトレイにフライドポテトの層を置き、ドネルケバブ又はシャワルマをトッピングし、スライスしたゴーダチーズで覆い、チーズが溶けるまでオーブンで加熱する。
次に、細かく刻んだアイスバーグレタスの層を追加し、ガーリックソースとオランダ領東インドからのホットソースであるサンバルをまぶす。
カプサロンという名称は、オランダ語で「理容室」を意味する単語に由来し、この料理の発明者の1人が美容師として働いていたことを示している。
この料理は複数の文化の料理の要素を組み合わせたオランダの多文化主義の産物であり、比較的短期間のうちに世界中に広まった。

## 発明と普及
この料理は2003年にロッテルダムのデルフスハーフェン地区の美容師であるカーボベルデ人のNathaniël Gomesによって考案された。
彼はある日、理容室の隣のシャワルマ屋である "El-Aviva" で、お気に入りの食材全てを1つに纏めた料理を注文した。
彼は定期的に店側が「理容室のいつもの注文」と呼ぶ料理の注文を始めた。
他の利用客もカプサロンの存在に気が付き、この料理を注文するようになり、すぐ近くのスナックバーでも注文されるようになった。
これ以来、この料理はオランダの国全体に広まり、ベルギーをはじめとした世界各国にも広まった。
幾つかの場所では、シャワルマは鶏肉又はドネルケバブに置き換えられることがある。
カプサロンは「現代の文化遺産の典型的な例」であり、「都市の国境を超えた性質を代表するもの」と評されている。
また、カプサロンは脂肪を多く含み、大盛りのものでは最大で1,800キロカロリー (7,500 kJ)になることから、「カロリー爆弾」や「料理の致命的な武器」とも呼ばれている。
カプサロンはオランダ訪問から帰国したシェフが「典型的なオランダ料理」の準備を依頼されたことから、2017年にはネパールの首都であるカトマンズにも広まった。
現在、シャワルマの代わりに鶏肉や魚肉が使われ、金属製のテイクアウトトレイの代わりに磁器製の皿が使われているが、カプサロンはファッショナブルになり、多くの人がこの料理の写真を投稿し、著名なフードブロガーがこの料理を「彼女の好きな味のパーティー」と表現している。
この料理はラトビアのリガなどのヨーロッパの他の都市でも見つけることができる。
- カプサロンを共有する人々
- カプサロンの発祥の地である "El-Aviva"
- Nathaniël Gomesの理容室である "Kapsalon Tati"